# بوب مارتن (موسيقي)
بوب مارتن (بالألمانية: Bob Martin)‏ هو موسيقي ومغني نمساوي، ولد في 7 يونيو 1922 في كراسنويارسك في روسيا، وتوفي في 13 يناير 1998 في فيينا في النمسا.

## وصلات خارجية
- بوب مارتن على موقع IMDb (الإنجليزية)
- بوب مارتن على موقع ميوزك برينز (الإنجليزية)
- بوب مارتن على موقع ميوزك برينز (الإنجليزية)
- بوب مارتن على موقع أول ميوزيك (الإنجليزية)
- بوب مارتن على موقع ديسكوغز (الإنجليزية)
- بوب مارتن على موقع ديسكوغز (الإنجليزية)
- بوب مارتن على موقع ديسكوغز (الإنجليزية)
- بوب مارتن على موقع كينوبويسك (الروسية)